# Mesiotelus zonsteini
Espèce
Mesiotelus zonsteini est une espèce d'araignées aranéomorphes de la famille des Liocranidae.

## Distribution
Cette espèce se rencontre en Asie centrale au Kazakhstan et au Kirghizistan,.

## Étymologie
Cette espèce est nommée en l'honneur de Sergey L. Zonstein.

## Publication originale
- Mikhailov, 1986 : New species of spiders from the families Clubionidae and Liocranidae from the middle Asia and the Caucasus. Zoologicheskiĭ Zhurnal, vol. 65, p. 798-802.